# معادلة معدل التفاعل

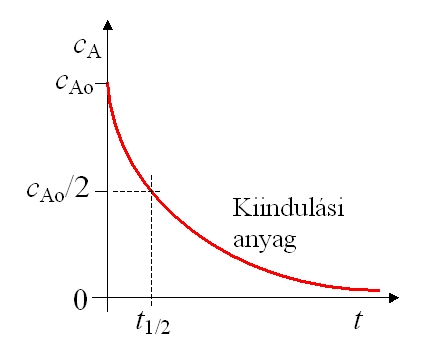

معادلة معدل التفاعلأو معادلة سرعة التفاعل في الكيمياء هي معادلة تربط بين معدل التفاعل (أي سرعته) وتركيز المواد الداخلة في التفاعل في حالة تفاعل في محلول سائل . وتربط هذه المعادلة بالنسبة للتفاعل يجري في حالة غازية بين سرعة التفاعل والضغوط الجزئية للغازات المتفاعلة، أي أنه في حالة الغازات نعوض بالضغط الجزئي لكل مادة داخلة في التفاعل بدلا من تركيزها.
وللحصول على معادلة المعدل لتفاعل معين فإننا نقرن بين معدل التفاعل وتوازن الكتلة في النظام.
وعلى وجه العموم فبالنسبة إلى التفاعل البسيط:
xA + yB → C
حيث يتم التفاعل في خطوة واحدة (ولذلك يسمى تفاعل بسيط) ، يكون :
{\displaystyle r\;=\;k[\mathrm {A} ]^{x}[\mathrm {B} ]^{y}}
حيث [A] و[B] تعبران عن تركيز كل من A و B في المحلول على التوالي.

## تأكسد الهيدروجين
سنأخذ تفاعل أكسدة الهيدروجين للتوضيح حيث يتحد الهيدرة وجين مع الأكسجين ويكونا الماء:
| {\displaystyle \displaystyle 2H_{2}+O_{2}\longrightarrow 2H_{2}O} | (معامل السرعة: {\displaystyle \displaystyle k_{1}}) |

و يتفكك جزء من الماء طبقا للتفاعل :
| {\displaystyle \displaystyle 2H_{2}O\longrightarrow H_{3}O^{+}+OH^{-}} | (معامل السرعة: {\displaystyle \displaystyle k_{2}}) |

وتصبح معادلة المعدل (Gl.1) للخمسة أنواع من المشتقات، كالآتي:
{\displaystyle {\frac {d}{dt}}[H_{2}]=-2k_{1}[H_{2}]^{2}[O_{2}]}
{\displaystyle {\frac {d}{dt}}[O_{2}]=-k_{1}[H_{2}]^{2}[O_{2}]}
{\displaystyle {\frac {d}{dt}}[H_{2}O]=+2k_{1}[H_{2}]^{2}[O_{2}]-2k_{2}[H_{2}O]^{2}}
{\displaystyle {\frac {d}{dt}}[H_{3}O^{+}]=+k_{2}[H_{2}O]^{2}}
{\displaystyle {\frac {d}{dt}}[OH^{-}]=+k_{2}[H_{2}O]^{2}}
نلاحظ اعتماد تلك العمليات الوسطية تعتمد على k1 , وk2 .
و تركيزات المشتقات:
{\displaystyle c_{1}\equiv [H_{2}],\;\;c_{2}\equiv [O_{2}],\;\;c_{3}\equiv [H_{2}O],\;\;c_{4}\equiv [H_{3}O^{+}],\;\;c_{5}\equiv [OH^{-}]}

## اقرأ أيضا
- تركيز
- معدل التفاعل
- توازن دينامي
- توازن ترموديناميكي
- مول
- جزء مولي
- كتلة مولية
- ثابت معدل التفاعل
- درجة التفاعل